# Lansdowne, Pennsylvania
Lansdowne là một thị trấn thuộc quận Delaware, tiểu bang Pennsylvania, Hoa Kỳ. Năm 2010, dân số của thị trấn này là 10620 người.